# Rubihorn
Le Rubihorn est un sommet des Alpes, à 1 957 m d'altitude, dans les Alpes d'Allgäu, et en particulier dans le groupe de Daumen, en Allemagne (Bavière).